# Sonja Gašperov
Sonja Gašperov (1982., Split), likovna umjetnica.

## Životopis
Rođena je 1982. u Splitu, gdje je 2001. godine završila Školu likovnih umjetnosti, te 2006. diplomirala slikarstvo na Umjetničkoj akademiji u Splitu u klasi prof. Nine Ivančić. Članica je HULU-a. Živi u Splitu gdje radi kao asistent na Umjetničkoj akademiji. Bavi se stripom i ilustracijom, pisanjem priča, slikarstvom, performansom, instalacijama. Objavljivala i objavljuje tekstove i stripove u raznim novinama i časopisima za kulturu kao što su Vijenac, Zarez, Slobodna Dalmacija, RE - riječki časopis za kulturu, Q magazin, Hosteler, ST-RIP, Zona 9, Komikaze. Objavljivala tjedne strip kaiševe 'Sob sa Sobom' i 'Lumen i Kremen' na Internet stranicama www.stripovi.com. Ušla u prvu zbirku Bestselerovih kratkih priča 'Da Sam Šejn'. Dobitnica je nagrade za najbolji prozni tekst, natječaj 'Prozac', Vijenac (Matica hrvatska) i Algoritam, Zagreb, 2007. i na natječaju 'Ovisnost' dobitnica je treće nagrade za strip, Crtani romani šou, Zagreb, 2004.

## 365 majica
Godine 2008., u Galeriji Bačva (HDLU, Zagreb) izlaže svoj projekt 365 majica, koji nema izravne veze sa stripom, pa bi davanje prevelikog značenja činjenici da je ista umjetnica primarno prepoznata kao strip-autorica u ovom kontekstu na prvi pogled izgledalo suvišnim.
Ipak, upravo jedan takav, naizgled izdvojeni i izolirani rad kao što je skupljanje sponzorskih majica koje završava njihovim izlaganjem u galerijskom prostoru, postaje izazovnim kada ga se pokuša povezati i vratiti među sve ostale aspekte njezina djelovanja. I u svojim prijašnjim izložbenim nastupima Sonja Gašperov nastojala je ne vezati se uz jedan medij, no u njenom slučaju to ne znači da svaki od njih gradi posve promišljeno 'od nule'.
Ona prije svega ostavlja dojam improvizatora koji ne pazi mnogo na konzistentnost, što za mladog autora, od kakvog se očekuje da se na sceni što prije plasira s već profiliranim izrazom i u njemu po mogućnosti ostane, predstavlja određeni rizik. Osvojenu slobodu, zajedno s još nekim akterima splitske scene, prakticira šireći je na slikarstvo, a zatim i na ostale vidove svog djelovanja. Kad 'improvizira', Sonja Gašperov neopterećeno radi sa svim dosadašnjim iskustvima u koja se ubrajaju i strip i ilustracija, pisanje priča, slikarstvo, performans, instalacije, uključujući hobije i neke osobne stavove. Sve to zajedno utkano je u proces kontinuiranog građenja jednog identiteta, koji i nije nužno umjetnički, i kojemu je galerijski prostor tek prostor njegovih trenutačnih, prolaznih, manifestacija.
Stoga nije nimalo čudno što je i 365 majica još jedan izrazito komunikativan projekt, koji je unaprijed s lakoćom mobilizirao potrebne suradnike, odnosno donatore sponzorskih majica u najširem spektru od gotovo anonimnih obrta do velikih korporacija, a onda i medije koji su se na čitavu priču odmah upecali.

### O projektu
Na fotografijama vidimo umjetnicu u najrazličitijim situacijama, bez posebnog odabira, i bez pokušaja bilo kakvog gega s pojedinačno reprezentiranim logotipom. Najveći dio prostora 'Bačve' HDLU-a zauzimaju same majice, njih 365, po jedna za svaki dan u godini, izložene gusto jedna do druge na konopcima za sušenje rublja. Riječ je o pomalo začudnoj, inverznoj situaciji gdje su unutarnji zidovi odigrali ulogu dvorišnih, što se može iščitati kao jednostavna i inteligentna igra s toliko puta tematiziranim monumentalnim prostorom osvijetljenim pod kupolom.

Sama umjetnica komentira:
"Priča o projektu 365 majica razvila se iz ideje o višegodišnjem nerviranju oko bacanja novca na skupocjene robne marke iz bolesno precijenjenih shopova. Zaključak je da te skupocjene majice na kraju opet imaju istu priču kao i ove moje besplatne, a priča je, da se logom mjeri status uspješnosti.
Otkako znam za sebe nosim s veseljem majice s reklamama tvrtki, čak sam ih i prije sakupljala sve dok nisam odlučila da ću kroz oblačenje svakodnevne besplatne majice simbolički biti obučena 365 dana s različitim logom i porukom.
Sada sam uvjerena da majice koje su mi razne tvrtke poslale imaju mnogo boljih dizajnerskih ideja nego većina onih koje se prodaju pod suho zlato.
Ovaj projekt je za mene jedno disciplinirano jednogodišnje divljanje zbog zbunjenih potrošača koji bi nakon ovog trebali malo bolje promisliti što kupuju i dal’ uopće treba kupovati! Nek’ se zapitaju otkud uopće taj sram zbog nošenja reklamnih majica."

## Objavljeni stripovi i knjige
- 2012. strip album “Vučine – Nasljednik”, biblioteka 2X2
- 2011. strip album “Vučine – od kolijevke do groba”, biblioteka 2X2
- 2011. uvrštena u “Balkan Comics – Women On The Fringe”, izdavač Mark Batty, New York
- 2010. uvrštena u antologiju "Ženski strip na Balkanu", izdavač Fibra, Zagreb
- 2007. “Cyber ZOO”, zbirka priča, Algoritam, Zagreb

## Izložbe
Samostalne izložbe
- 2008. 365 majica, Galerija umjetnina, Split; Galerija Bačva, HDLU, Zagreb
- 2008. Vuk je Vuku Čovjek, Galerija VN, Zagreb
- 2006. Lovostaj, Galerija Studentskog centra, Zagreb
- 2007. 100% Decoration, Galerija Sv. Toma, Rovinj
- 2006. Mouse Trap, Salon Galić, Split
- 2005. For Sale, Hrvatsko-francuska udruga, Split

Skupne izložbe
- 2012. Dimenzije humora, Klovićevi dvori, Zagreb
- 2012. Off program, Klovićevi dvori, Zagreb
- 2012. 10. Međunarodni salon stripa, SKC, Beograd
- 2012. Dimenzije humora, “Tu smo”, Pula
- 2012. Dimenzije humora, Dioklecijanovi podrumi, Split
- 2011. Dimenzije humora, Galerija Kazamat, HDLU Osijek, Osijek
- 2011. 37. splitski salon, Izlagati, izlagati (se), podrumi Dioklecijanove palače, Split
- 2010. Udruga za suvremenu umjetnost Kvart, angažirani strip, Split
- 2010. Tu smo, Muzej suvremene umjetnosti Istre, Pula
- 2010. Likovna kolonija Rovinj 2010.,Zavičajni muzej grada Rovinja, Rovinj
- 2010. Otvaranje stalnog postava, Galerija umjetnina, Split
- 2010. Izložba profesora likovne akademije, Stara gradska vijećnica, Split
- 2010. Stereostrip, Klub SC, Zagreb
- 2009. Readymade-rukotvorina-igračka…razmišljanja o skulpturi, 36. splitski salon, Akvarij, Split
- 2009. Generacije X – ženske perspective, Galerija Jogurt, Medika, Zagreb
- 2009. Pogled na grad, Gradska galerija Fonticus, Grožnjan
- 2009. Pluralizmi, UMAS, Zavod za znanstveni i umjetnički rad HAZU (Palača Milesi), Split
- 2009. BOK fest,  foaje Doma culture, Bjelovar
- 2009. Lik žene u ilustracji, karikaturi, stripu i crtanom filmu, Centar za kulturu,  Čakovec
- 2009. Visiting, Young Croatian Art Scene, Galleries MUU and FAFA, Helsinki, Finska
- 2008. 6. međunarodni salon stripa, SKC, Srećna Galerija, Beograd, Srbija
- 2008. Tu smo, Muzej suvremene umjetnosti Istre, Pula
- 2008. Paso Doble, Multimedijalni kulturni centar, Split
- 2007. 35. splitski salon, podrumi Dioklecijanove palače, Split
- 2007.  Splitcomic – Stoljeće splitskog stripa, MKC, Split
- 2007. 42. zagrebački salon, Zagrebački Velesajam, Zagreb
- 2006. ST 2006 VZ, Vila Oršić, Varaždin
- 2006. 1. Vukovarski Salon, Gradski muzej Vukovar, Vukovar
- 2006. Splitska suvremena scena «Nova generacija», HDLU, Zagreb; Galerija umjetnina, Split
- 2005. Crtani romani šou, Studentski centar, Zagreb
- 2005. Utopia ST- RIP, Getto, Split
- 2005. VIe Rencontre des Ecoles d' Art de la Mediterranee, Alžir
- 2004. CoolToure, Studentski centar, Zagreb
- 2004. Crtani romani šou, Studentski centar, Zagreb
- 2003. Crtani romani šou, Centar Kaptol, Zagreb

## Vanjske poveznice
- http://www.zid.hr/Strip%20-%20Sonja%20Gasperov.htm  Arhivirana inačica izvorne stranice od 15. travnja 2009. (Wayback Machine)
- http://www.galum.hr/hr/Izlozbe/popis/Sonja-Gasperov-365-majica/39/default.aspx%5Bneaktivna+poveznica%5D
- http://www.cunterview.net/index.php/Likovna-umjetnost/Sonja-Gasperov.html  Arhivirana inačica izvorne stranice od 6. ožujka 2016. (Wayback Machine)
- https://www.facebook.com/VucineSonjaGasperov?ref=ts&fref=ts

### O Vučinama
- http://www.jutarnji.hr/sonja-gasperov--moji-vukovi-tragaju-za-savrsenom-smrcu-koja-bi-ih-oslobodila-zla-i-grijeha/1067494/  Arhivirana inačica izvorne stranice od 30. studenoga 2012. (Wayback Machine)
- http://www.stomugromova.com/recenzije/sonja-gasperov-vucine?Itemid=68  Arhivirana inačica izvorne stranice od 16. studenoga 2011. (Wayback Machine)
- trailer za novi strip album Vučine: Nasljednik http://www.youtube.com/watch?v=D32UoyQ-amc